# Filippo Melegoni
Filippo Melegoni (ur. 18 lutego 1999 w Bergamo) – włoski piłkarz występujący na pozycji pomocnika. Wychowanek Atalanty. Młodzieżowy reprezentant Włoch.